# Шамут Сергій Євгенійович
Сергі́й Євге́нійович Шамут (нар. 6 липня 2000, с. Красносілка, Одеська область, Україна — пом. 28 березня 2022, с. Орлівка, Донецька область, Україна) — матрос підрозділу морської піхоти Збройних сил України, учасник російсько-української війни, що загинув у ході російського вторгнення в Україну у 2022 році.

## Життєпис
Народився й мешкав у с. Красносілка Одеської області.
Здобув освіту в Красносільській загальноосвітній школі, після чого навчався в училищі.
З 2021 року — на військовій службі у Збройних Силах України. Матрос, проходив військову службу у складі підрозділу морської піхоти ВМС ЗС України.
Згідно з повідомленням представника місцевої влади с. Красносілки, загинув внаслідок артобстрілу в Орлівці Донецької області, рятуючи друга. 
Похований у рідному селі, що на Одещині.  
Залишились батьки, дружина та півторарічний син.

## Нагороди
- орден «За мужність» III ступеня (2022, посмертно) — за особисту мужність і самовіддані дії, виявлені у захисті державного суверенітету та територіальної цілісності України, вірність військовій присязі[3].